# I Love You (SunSet Swishの曲)
「I Love You」（アイ ラヴ ユー）は、2008年6月18日に発売されたSunSet Swishの9作目のシングル。
製作・発売元はSME Records（SECL-644）、販売元はソニー・ミュージックディストリビューション。

## 概要
- 2008年に創刊15周年を迎えたリクルート発行の結婚情報誌『ゼクシィ』の同年のCMソング。
- CMの放送開始当初は、曲を歌っているアーティストの正体が「SunSet Swish」であることを隠すため、テレビCMでは本来は表示されるアーティスト名を伏せたことから、視聴者から問い合わせが殺到したという。
- タイアップ曲である「I Love You」を含む収録3曲全てが、（SunSet Swish曰く）「幸せ」をテーマにしたウェディング・ソングで、ジャケットや発売日も6月（ジューンブライド）と完全タイアップ仕様のシングルとなっている。また、楽曲の発表に合わせてSunSet Swishの公式サイトのリニューアルがなされた。

## 収録曲
1. I Love You [4:32]
（作詞/作曲:石田順三、編曲:島田昌典、SunSet Swish）
結婚情報誌『ゼクシィ』CMソング。
2. あなたに [4:38]
（作詞/作曲：石田順三、編曲:Jin Nakamura、SunSet Swish）
2009年に発売された大沢あかねの著書『母ひとり、娘ひとり』のCMソングに起用された。
3. THEME of HAPPY WEDDING （作曲：SunSet Swish、Felix Mendelssohn、編曲：鶴谷崇、SunSet Swish）
4. I Love You （Instrumental）

## 収録アルバム
- PASSION（#1）
- SunSet Swish 5th Anniversary Complete Best（#1, #2）